# Julio Luna Portal
Julio César Luna Portal (Lima, 20 de diciembre de 1950) es un exfutbolista peruano que se desempeñó como defensa.

## Trayectoria
Julio inició su carrera en el Universitario de Deportes de Lima en 1969, allí jugó de forma intermitente durante cuatro temporadas desde su debut hasta 1973, se le recuerda por ser parte de la oncena crema en la final de la Libertadores de 1972, año en que le ofrecen un precontrato en el Deportivo Municipal. Su último registro en el futbol peruano fue vistiendo la camisa del Atlético Chalaco en 1976 a 1979. 
En 1980 recibió un contrato por el Memphis Rogues de la MLS, aceptó y se quedó a jugar en el club hasta 1981, año que decide colgar las botas.
Alternó en la Selección de fútbol del Perú entre 1972 y 1973 jugando en tres partidos, sin anotar goles. Estuvo en la lista de convocados para las eliminatorias de la Copa Mundial de Alemania 1974.
Luego de su retiro del fútbol, se quedó a radicar en Estados Unidos y al paso de los años llegó a conseguir la nacionalidad estadounidense.

## Clubes
| Club                      | País           | Año         |
| ------------------------- | -------------- | ----------- |
| Universitario de Deportes | Perú           | 1969 - 1973 |
| Deportivo Municipal       | Perú           | 1974 - 1975 |
| Atlético Chalaco          | Perú           | 1976 - 1979 |
| Memphis Rogues            | Estados Unidos | 1980 - 1981 |